# Plusaversary
The Simpsons in Plusaversary, ou simplesmente Plusaversary, é um curta-metragem de animação americano baseado na série de televisão Os Simpsons produzida pela Gracie Films e 20th Television Animation, estreando no 2º aniversário do serviço de streaming Disney+ em 2021. É o quinto curta-metragem em franquia Os Simpsons, e o terceiro curta promocional produzido para o Disney+. O curta foi dirigido por David Silverman e lançado em 12 de novembro de 2021, no Disney+ Day. No curta, há uma festa na Taverna do Moe e todos são convidados, exceto Homer.

## Enredo
Vários personagens da Disney, Pixar, Marvel, Star Wars e Os Simpsons estão alinhados para entrar na Taverna do Moe, onde Malévola está verificando a lista de convidados para entrar, e Homer está reclamando que não está na lista, no entanto, quando Pateta aparece, ele força ele para ser seu +1.
Na Taverna, Darth Vader está bebendo uma cerveja, Doutor Estranho está jogando sinuca junto com Carl e Lenny, Homer e Pateta estão bebendo cerveja, Elsa está criando um pouco de gelo em um balde que a vassoura de Fantasia está enchendo de cerveja, enquanto Buzz Lightyear e O Mandaloriano estão tendo um concurso de queda de braço, que Buzz perde, e Moe acha que o Pato Donald está engasgado, então Barney tenta fazer uma manobra de Heimlich nele.
Na mesa, Homer e Pateta estão discutindo, enquanto Feliz está reclamando como a festa fede antes de reclamar com Zangado, e eles são divididos por Lisa, que vem à Taverna para buscar Homer, que tem sua cerveja atingida por BB-8. Lisa então anima o lugar com uma música sobre o Disney+.
Após a música, a sombra de Mickey Mouse aparece sobre a porta da Taverna, alegrando a todos quando o chefe está chegando, mas Bart aparece, vestido de Mickey, dizendo para eles voltarem ao trabalho e arrastando Pateta para longe, enquanto Barney arrasta Homer para o outro lado.

## Elenco e personagens
- Dan Castellaneta como Homer Simpson, Pato Donald, Barney Gumble, Sideshow Mel, Feliz, Zangado e Ursinho Pooh
- Nancy Cartwright como Bart Simpson e Maggie Simpson
- Yeardley Smith como Lisa Simpson
- Hank Azaria como Moe Szyslak, Pateta, Horatio McCallister e Buzz Lightyear
- Tress MacNeille como Malévola

## Apariçõescameo
Plusaversary inclui várias aparições não vocais de várias propriedades da Disney.
Além disso, personagens da Disney, Baymax, Fera, uma Vassoura, Cobra Bubbles, Cinderela, Clarabela, Ferdinando, Grilo Falante, Cruella de Vil, Elsa, Gaston, Hades, Pinóquio, Capitão Gancho, Jafar, Dama, Maui, Mogli, Mulan, Olaf, Detona Ralph, Scar, Sebastian, Branca de Neve, Tiana, Sininho, Vagabundo, o Coelho Branco e os 101 Dálmatas fazem uma aparição.
Homem-Formiga, Loki e Doutor Estranho, do Universo Cinematográfico Marvel, aparecem. Os personagens da Pixar, Bao, Joe Gardner, Porquinho, Jessie, Miguel, Sulley, WALL-E e Woody também aparecem. Personagens de Star Wars, BB-8, Lando Calrissian, Darth Vader, O Mandaloriano, Max Rebo, Ahsoka Tano e vários Stormtroopers fazem uma aparição.